# Liv Ullmann

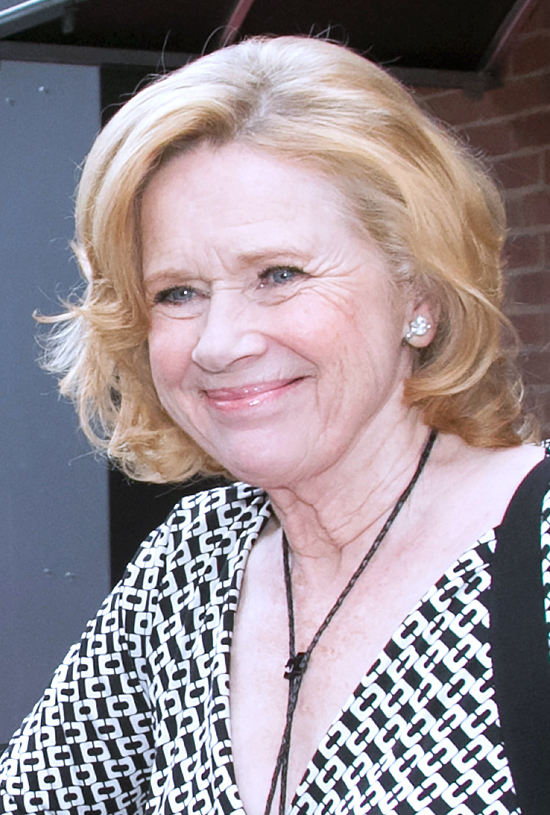
Liv Ullmann auf dem Toronto International Film Festival 2014

Liv Johanne Ullmann (* 16. Dezember 1938 in Tokio, Japan) ist eine international bekannte norwegische Schauspielerin und Regisseurin. Ihre bekanntesten Filmauftritte hatte sie in Filmdramen von Ingmar Bergman, etwa in Persona, Szenen einer Ehe, Schreie und Flüstern und Von Angesicht zu Angesicht, sowie in Jan Troells Emigranten und Das neue Land. Sie spielte überwiegend in Norwegen, Schweden und zeitweilig in den USA; ihre Arbeitssprachen sind Norwegisch, Schwedisch und Englisch.

## Leben
Liv Ullmann wurde in Tokio geboren. Ihr Vater, Ernst Viggo Ullmann, arbeitete als Luftfahrtingenieur für eine amerikanische Firma, ihre Mutter Janna Erbe Lund war Buchhändlerin. 1941 zog die Familie nach Kanada. Kurz vor Kriegsende (1945) starb der Vater an den Folgen eines zwei Jahre zurückliegenden Arbeitsunfalls mit einem Flugzeugpropeller. Nach Kriegsende zog Ullmann mit ihrer Mutter und Schwester nach Norwegen, wo sie sich in Trondheim niederließen. Liv Ullmann durchlief eine Schauspielausbildung, unter anderem in London, und bewarb sich mehrmals vergebens an der Schauspielschule des Nationaltheaters in Oslo. 1960 wurde sie schließlich als Ensemblemitglied des Nationaltheaters angenommen.
Ullmann war bereits eine bekannte Theaterschauspielerin in ihrer Heimat, als sie Mitte der 1960er Jahre den schwedischen Regisseur Ingmar Bergman kennenlernte. Unter seiner Regie und an der Seite von Bibi Andersson spielte sie in Persona (1966) eine verstummte Bühnenschauspielerin. Die folgenden Filme, einige an der Seite von Max von Sydow, machten sie international bekannt. Ullmann und Bergman wurden ein Liebespaar, und sie gebar 1966 eine Tochter, die spätere Schriftstellerin Linn Ullmann. Nach fünf Jahren trennten sich Ullmann und Bergman, arbeiteten aber weiterhin zusammen.
In Kalter Schweiß (1970) trat Ullmann erstmals in einem nicht-skandinavischen Film auf. Für ihre Rolle in dem schwedischen Auswanderer-Epos Emigranten (1971) wurde sie für den Oscar nominiert; danach spielte sie auch in der Fortsetzung, Das neue Land (1972).
Über ihre Persönlichkeit und ihre Wirkung als Darstellerin meinte sie 1974: „Ich glaube, die Leute können sich mit mir identifizieren. In gewisser Weise bin ich gewöhnlich. Sie verwechseln mich nicht mit einem Hollywoodstar. Das ist vielleicht meine Stärke.“
Neben weiteren Rollen in Filmen von Ingmar Bergman, darunter die erfolgreiche Fernsehserie Szenen einer Ehe (1973), wirkte sie in zahlreichen internationalen Film- und Theaterproduktionen mit, empfand jedoch ihre Hollywoodkarriere als gescheitert. Insbesondere die Zusammenarbeit mit ihrem schwedischen Kollegen Erland Josephson bezeichnete sie als symbiotisch; er sei ihr ein guter Freund geworden, und sie empfänden auch in intimen Szenen voreinander keinerlei Scheu, sodass sie ihre gemeinsamen Auftritte besonders intensiv miteinander entwickeln könnten.
1975 spielte sie mit ihrer Darstellung der Nora aus Henrik Ibsens Nora oder Ein Puppenheim erstmals an einem Theater in den USA. Für ihre Schauspielarbeit in Eugene O’Neills Stück Anna Christie erhielt sie 1979 den Outer Critics Circle Award.
Außerdem engagierte sie sich für UNICEF und andere karitative Organisationen, wofür sie unter anderem 1984 mit dem Four Freedoms Award ausgezeichnet wurde.
1992 gab Ullmann ihr Debüt als Spielfilmregisseurin mit dem Drama Sofie, das mehrere Auszeichnungen erhielt. Mit Die Treulosen konnte sie im Jahr 2000 an diesen Erfolg anknüpfen. Der Film nach einem Drehbuch von Bergman lief im Wettbewerb der Filmfestspiele von Cannes. Ihre Regiearbeiten vereinten sie wieder mit den Bergman-Darstellern von Sydow und Josephson sowie Bergmans Kameramann Sven Nykvist. Nach 25 Jahren trat sie mit Sarabande (2003) auch wieder in einem Bergman-Film auf, der der letzte des Regisseurs und zugleich eine Fortsetzung von Szenen einer Ehe war.
1998 wurde Ullmann „in Anerkennung und in Würdigung ihrer herausragenden Verdienste um die Förderung der Nordischen Filmtage Lübeck als kultureller Brückenschlag im Ostseeraum“ mit der Ehrenprofessur des Landes Schleswig-Holstein ausgezeichnet. Im Dezember 2004 erhielt sie den Europäischen Filmpreis für ihren „herausragenden Beitrag zum Weltkino“. 2022 wurde ihr für ihre Arbeit als Schauspielerin der Ehrenoscar für ihr Lebenswerk verliehen.
Liv Ullmann war zweimal verheiratet, mit dem Psychiater Hans Jacob Stang (1960–1965) und dem Makler Donald Saunders (1985–1995). Im Jahr 2002 diagnostizierten die Ärzte bei ihr einen Hirnschlag und eine lebensbedrohliche Öffnung einer Herzkammer. Nach einer Operation ist sie vollständig genesen.
Ihre Memoiren, Wandlungen, erschienen 1976. Eine weitere Autobiografie folgte 1985 unter dem Titel Gezeiten. Der Pianist und Autor Ketil Bjørnstad fasste 2005 Gespräche mit ihr zusammen, die unter dem Titel Livslinjer (dt. Lebenswege) als Buch erschienen sind.

## Filmografie (Auswahl)
Darstellerin
- 1959: Die jungen Sünder (Ung Flukt) – Regie: Edith Carlmar[8]
- 1962: Aller Nächte Sehnsucht (Kort är sommaren) – Regie: Bjarne Henning-Jensen
- 1966: Persona – Regie: Ingmar Bergman
- 1968: Die Stunde des Wolfs (Vargtimmen) – Regie: Ingmar Bergman
- 1968: Schande – Regie: Ingmar Bergman
- 1969: Passion (En passion) – Regie: Ingmar Bergman
- 1970: Kalter Schweiß (De la part des copains)
- 1971: Emigranten (Utvandrarna) – Regie: Jan Troell
- 1971: Der unheimliche Besucher (The Night Visitor) – Regie: László Benedek
- 1972: Das neue Land (Nybyggarna) – Regie: Jan Troell
- 1972: Schreie und Flüstern (Viskningar och rop) – Regie: Ingmar Bergman
- 1972: Papst Johanna (Pope Joan)
- 1973: Szenen einer Ehe (Scener ur ett äktenskap) – Regie: Ingmar Bergman
- 1973: Der verlorene Horizont (Lost Horizon)
- 1973: Vierzig Karat (40 Carats)
- 1974: Zandys Braut (Zandy’s Bride) – Regie: Jan Troell
- 1976: Von Angesicht zu Angesicht (Ansikte mot ansikte) – Regie: Ingmar Bergman
- 1977: Das Schlangenei – Regie: Ingmar Bergman
- 1977: Die Brücke von Arnheim (A Bridge Too Far)
- 1978: Herbstsonate – Regie: Ingmar Bergman
- 1980: Richards Erbe (Richard’s Things)
- 1983: Die Wildente (The Wild Duck)
- 1984: Gefährliche Züge (La Diagonale du fou)
- 1986: Hoffen wir, daß es ein Mädchen wird (Speriamo che sia femmina)
- 1987: Farewell Moskau – Regie: Mauro Bolognini
- 1987: Gaby – Eine wahre Geschichte (Gaby: A True Story)
- 1988: La Amiga – Die Freundin (La amiga) – Regie: Jeanine Meerapfel
- 1989: Der Rosengarten (The Rose Garden)
- 1990: Wendezeit[9] (Mindwalk) – Regie: Bernt Amadeus Capra
- 1991: Der Ochse (Oxen) – Regie: Sven Nykvist
- 1994: Zorn
- 2003: Sarabande (Saraband) – Regie: Ingmar Bergman
- 2012: Zwei Leben – Regie: Georg Maas
- 2022: Mehr denn je (Plus que jamais) – Regie: Emily Atef

Erzählerin
- 1983: Children in the Holocaust.[10]
- 2006: The Danish Poet – Eine Liebesgeschichte (The Danish Poet)

Regisseurin
- 1982: Love (Episode „Parting“)
- 1992: Sofie
- 1995: Kristin Lavrans Tochter (Kristin Lavransdatter)
- 1995: Lumière et Compagnie (Episode „Liv Ullmann“)
- 1996: Enskilda samtal (Fernsehfilm)
- 2000: Die Treulosen (Trolösa)
- 2014: Fräulein Julie (Miss Julie)

## Auszeichnungen (Auswahl)
Oscar
1973: nominiert als beste Hauptdarstellerin für Emigranten
1977: nominiert als beste Hauptdarstellerin für Von Angesicht zu Angesicht
2022: Ehrenoscar für ihr Lebenswerk als Schauspielerin
British Academy Film Awards
1976: nominiert als beste Hauptdarstellerin für Szenen einer Ehe
1977: nominiert als beste Hauptdarstellerin für Von Angesicht zu Angesicht
David di Donatello
1974: Spezialpreis für Schreie und Flüstern (zusammen mit Harriet Andersson, Kari Sylwan und Ingrid Thulin)
1975: Beste ausländische Schauspielerin für Szenen einer Ehe
1979: Beste ausländische Schauspielerin für Herbstsonate (zusammen mit Ingrid Bergman)
1986: nominiert als beste Schauspielerin für Hoffen wir, daß es ein Mädchen wird
1987: Beste Schauspielerin für Farewell Moskau
Golden Globe Award
1973: Beste Hauptdarstellerin – Drama für Emigranten
1974: nominiert als beste Hauptdarstellerin – Komödie oder Musical für Vierzig Karat
1975: nominiert als beste Hauptdarstellerin – Drama für Szenen einer Ehe
1977: nominiert als beste Hauptdarstellerin – Drama für Von Angesicht zu Angesicht
1990: nominiert als beste Hauptdarstellerin – Drama für Der Rosengarten
National Board of Review
1969: Beste Hauptdarstellerin für Die Stunde des Wolfs; Schande
1973: Beste Hauptdarstellerin für Das neue Land
1976: Beste Hauptdarstellerin für Von Angesicht zu Angesicht
National Society of Film Critics
1969: Beste Hauptdarstellerin für Schande
1974: Beste Hauptdarstellerin für Das neue Land
1975: Beste Hauptdarstellerin für Szenen einer Ehe
1977: nominiert als beste Hauptdarstellerin für Von Angesicht zu Angesicht – Platz 3
New York Film Critics Circle Award
1970: nominiert als beste Hauptdarstellerin für Passion – Platz 3
1973: Beste Hauptdarstellerin für Schreie und Flüstern; Emigranten
1974: Beste Hauptdarstellerin für Szenen einer Ehe
1977: Beste Hauptdarstellerin für Von Angesicht zu Angesicht
World Film Festival
1992: Beliebtester Film für Sofie
1992: Preis der Ökumenischen Jury für Sofie
1992: Großer Preis der Jury für Sofie
1995: Grand Prix Special des Amériques „für ihren außerordentlichen Beitrag zur Filmkunst“
Weitere Auszeichnungen
1969: Guldbagge als Beste Hauptdarstellerin: Schande
1976: Bambi in der Kategorie „Schauspielerin International“
1976: Los Angeles Film Critics Association Award als Beste Hauptdarstellerin: Von Angesicht zu Angesicht
1980: Pasinetti-Preis als Beste Schauspielerin bei den Internationalen Filmfestspielen von Venedig: Richards Erbe
1988: Beste Schauspielerin bei den Internationalen Filmfestspielen von San Sebastián: La amiga
1992: Kinderfilmpreis der Nordischen Filminstitute bei den Nordischen Filmtagen Lübeck: Sofie
1997: Norsk kulturråds ærespris
1997: Premi Flaiano de Cinematografia für ihr Lebenswerk
1997: FIPRESCI-Preis der Internationalen Filmfestspiele von Valladoid: Enskilda samtal
1998: Ehrenprofessorin des Landes Schleswig-Holstein
2000: Baltischer Filmpreis für einen Nordischen Spielfilm bei den Nordischen Filmtagen Lübeck: Die Treulosen
2000: Ökumenischer Filmpreis des Internationalen Filmfestivals Norwegen: Die Treulosen
2000: Sonderpreis der Internationalen Filmfestspiele von Vlaanderen-Ghent: Die Treulosen
2002: DIVA Award
2003: Ehrenpreis der Internationalen Filmfestival Kopenhagen für ihr Lebenswerk
2004: Europäischer Filmpreis „für ihre herausragende europäische Leistung im internationalen Kino“
2005: Spezialpreis des Internationalen Filmfestivals Karlovy Vary „für ihren herausragenden Beitrag zum internationalen Kino“
2007: Donostia Lifetime Achievement Award der Internationalen Filmfestspiele von San Sebastián
2014: Benennung eines Asteroids: (96327) Ullmann

## Dokumentarfilme
- Liv & Ingmar. Dokumentarfilm, Norwegen, 2012, 119 Min., Buch: Dheeraj Akolkar und Ragnhild Lund, Regie: Dheeraj Akolkar, Produktion: NordicStories, Svensk Filmindustri (SF), Sveriges Television (SVT), Liv & Ingmar bei IMDb. Freunde, Kollegen und Liv Ullmann erzählen über die 42 Jahre andauernde Beziehung zwischen Bergman und Ullmann.
- Liv Ullmann – Eine Nahaufnahme. Dokumentarfilm, Deutschland, 2013, 52:40 Min., Buch und Regie: Georg Maas, Produktion: Schnittstelle, Zinnober Film, WDR, arte, Erstsendung: 3. Dezember 2013 auf arte, Inhaltsangabe von arte, (Memento vom 25. März 2013 im Internet Archive).